# Landesgartenschau Ingolstadt 2021
Die Landesgartenschau Ingolstadt 2021 war die 33. Landesgartenschau im Freistaat Bayern. Ingolstadt, eine kreisfreie Großstadt an der Donau, richtete die Gartenschau im Jahr 2021 aus.
Seit Juli 2017 entstand im dicht besiedelten Ingolstädter Nordwesten ein familienfreundlicher Naherholungsraum für die Menschen der Region. Auf Grund der COVID-19-Pandemie wurde die für das Jahr 2020 geplante Landesgartenschau Ingolstadt um ein Jahr verschoben. Vom 21. April 2021 bis zum 3. Oktober 2021 hat die Landesgartenschau unter dem Motto „Inspiration Natur“ ein vielfältiges Ausstellungs- und Veranstaltungsprogramm mit Bezügen zum Thema Nachhaltigkeit angeboten.

## Vorgeschichte
Landesgartenschauen werden jährlich in Bayern durchgeführt. Der Veranstaltungszeitraum erstreckt sich etwa auf ein halbes Jahr. Der Umfang der Maßnahmen ist der Größe der veranstaltenden Stadt und ihrer finanziellen Möglichkeiten angepasst.
Den „Impulsgeber Gartenschau“, kofinanziert aus dem EU-Fonds für regionale Entwicklung und vom Freistaat Bayern, nutzt Ingolstadt bereits zum zweiten Mal. Ein gelungenes Beispiel für mehr Grün in der Stadt ist der Klenzepark, der 1992 im Rahmen der ersten Ingolstädter Landesgartenschau angelegt wurde.
Die zweite Bewerbung der Stadt Ingolstadt erfolgte im November 2009. Fast zwanzig Jahre nach der ersten Landesgartenschau sicherte sich Ingolstadt im Februar 2010 im Rahmen eines Stadtentwicklungsprojekts den Zuschlag für die Landesgartenschau Ingolstadt 2020. Diese ist die 20. Bayerische Landesgartenschau.
Die Gründung der Gesellschaft erfolgte am 1. Oktober 2013. Gesellschafter sind die Stadt Ingolstadt mit 60 % und die Bayerische Landesgartenschau GmbH mit 40 %. Die konstituierende Sitzung des Aufsichtsrats fand am 28. November 2013 statt.
Im Herbst 2014 wurde ein europaweiter Wettbewerb zur Gestaltung des Dauerparks ausgeschrieben. Als Sieger daraus ging das Landschaftsarchitekturbüro Därr aus Halle an der Saale hervor.
Erster Spatenstich für die Anlage des Gartenschaugeländes fand am 7. Juli 2017 statt.
Die investiven Kosten für die Landesgartenschau belaufen sich auf insgesamt 21 Millionen Euro netto, abzüglich rund 6 Millionen Euro Förderungen. Circa 13 Millionen Euro sind für die Durchführung der Landesgartenschau kalkuliert. Diesen Betrag muss die Landesgartenschau hauptsächlich über Eintrittsgelder und Pachten wieder einspielen.
Am 1. April 2020 wurde bekanntgegeben, dass die Landesgartenschau 2020 aufgrund der COVID-19-Pandemie verschoben würde. Die Eröffnung sollte nun voraussichtlich am 29. Mai 2020 stattfinden (statt wie ursprünglich geplant am 24. April), ebenfalls wurde eine Verlängerung bis zum 18. Oktober 2020 (statt ursprünglich 4. Oktober) beschlossen. Eine nochmalige Bewertung der Lage sollte Anfang Mai erfolgen.
Am 7. Mai 2020 stimmten der Aufsichtsrat der Landesgartenschau Ingolstadt 2020 GmbH und der Ingolstädter Stadtrat beide einstimmig für eine Verschiebung der Landesgartenschau ins Jahr 2021. Die Ingolstädter Landesgartenschau findet darum vom 21. April bis 3. Oktober 2021 statt.

## Konzept und Gelände

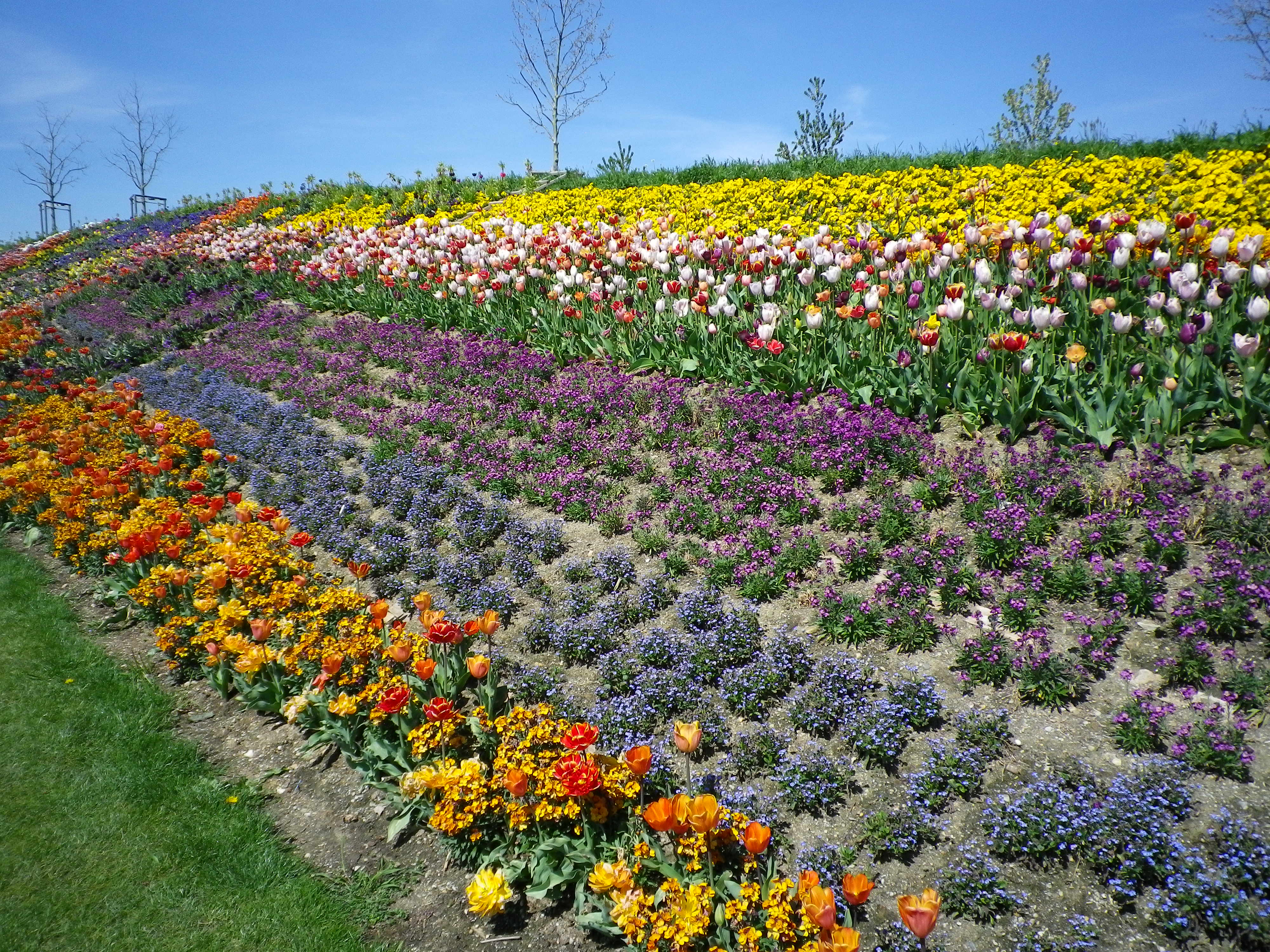
Blumen auf der Landesgartenschau in Ingolstadt

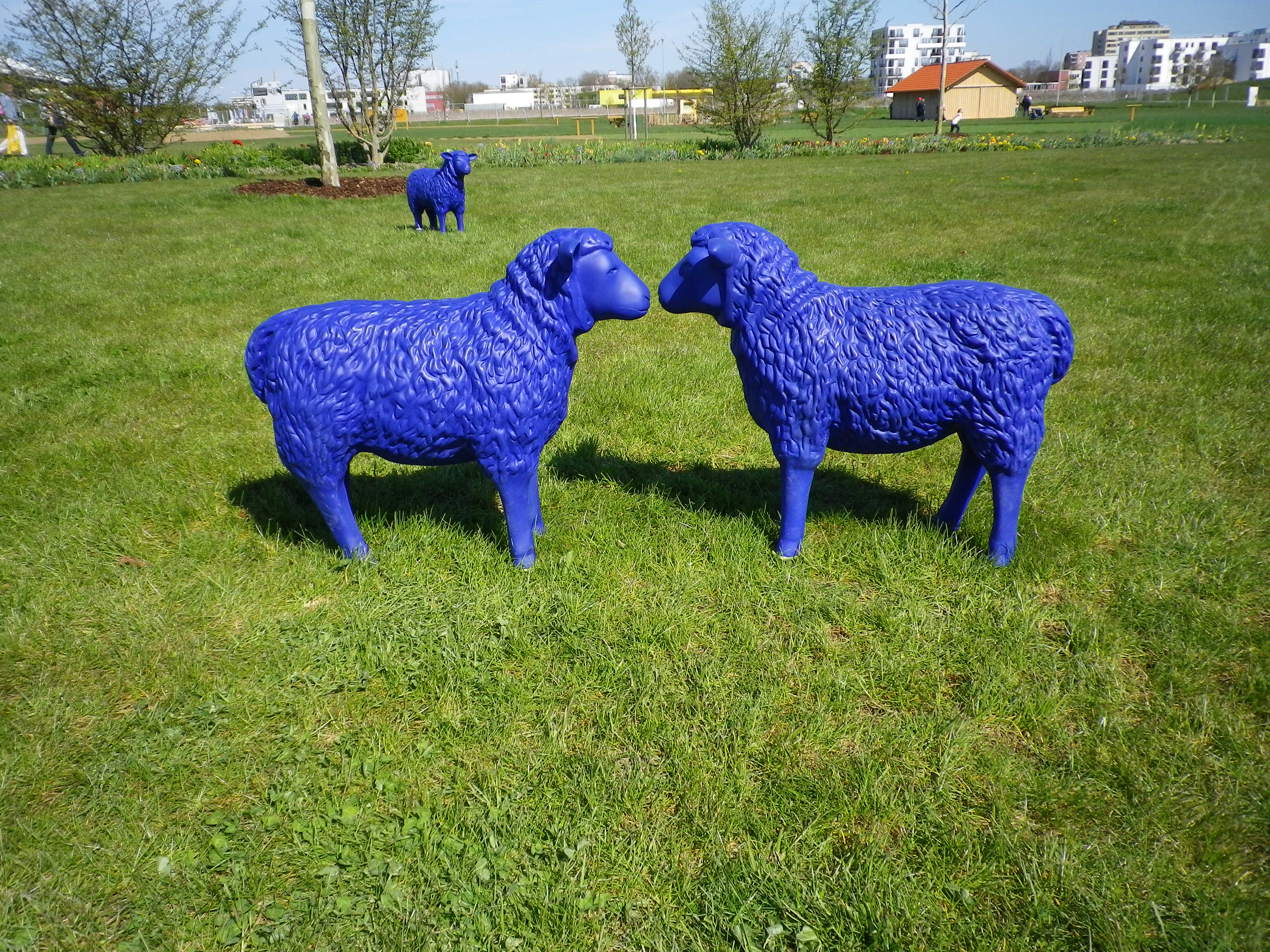
Die blauen Schafe

Für die Ausführung der Ausstellung und die landschaftsplanerische Gestaltung der daraus resultierenden modernen Dauerparkanlage wurde der Durchführungsgesellschaft Ingolstadt 2020 GmbH ein zuvor landwirtschaftlich genutztes Terrain mit einer Grundfläche von 23 Hektar im industriereichen, etwas außerhalb der Innenstadt liegenden, Nordwesten zugewiesen. Die Fläche erstreckt sich über eine Länge von 1,5 km von Norden nach Süden und liegt inmitten der Wegeachse zwischen den drei Stadtteilen Piusviertel, Hollerstauden, Friedrichshofen und der Gemeinde Gaimersheim.
Auf dem Gartenschaugelände selbst sind im Südosten landwirtschaftliche Nutzflächen verortet, die nach Abschluss der Landesgartenschau wieder landwirtschaftlich bewirtschaftet werden.
Wie auch Ingolstadt selbst steht das neue Gartenschaugelände in einem Spannungsfeld zwischen Tradition und Fortschritt. Handel, Industrie, Verkehr und ökonomische Landwirtschaft üben von allen Seiten her Druck auf das Gelände aus. Diese Spannung greift die landschaftsgestalterische Planung auf. So wie sich Moleküle unter hohem Druck nach den Gesetzen der Physik in einer Gitterstruktur anordnen, also zu Kristallen werden, formieren sich auch die Flächen und architektonischen Gestaltungselemente streng linear.
Mit der Umwandlung des bislang landwirtschaftlich genutzten Terrains in einen modernen Landschaftspark, soll der zweite Grünring Ingolstadts gestärkt werden, ein Naherholungsgebiet und Verbindung zwischen den Stadtteilen geschaffen werden sowie der Artenreichtum gefördert werden.
Als Daueranlagen sind innerhalb des Landesgartenschaugeländes geplant: der Piussteg, der Zugang zum WestPark, die Parkterrasse, der Landschaftssee, der Wasserspielplatz, die Wassergärten, der Spielhügel, die Apfelbaumwiese, Gärten der Partnerstädte und die Ausgleichsfläche.

### Piussteg

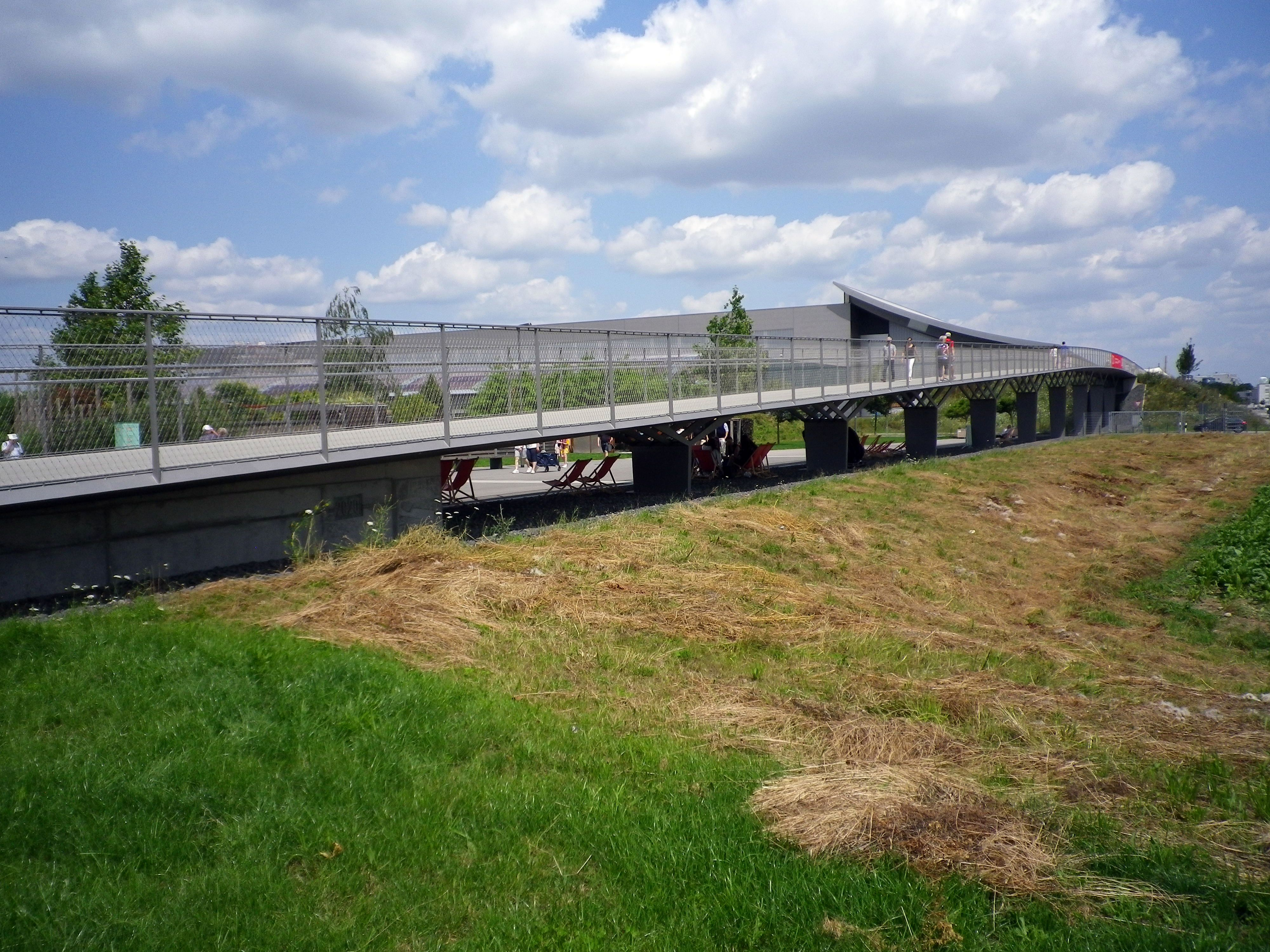
Der Piussteg

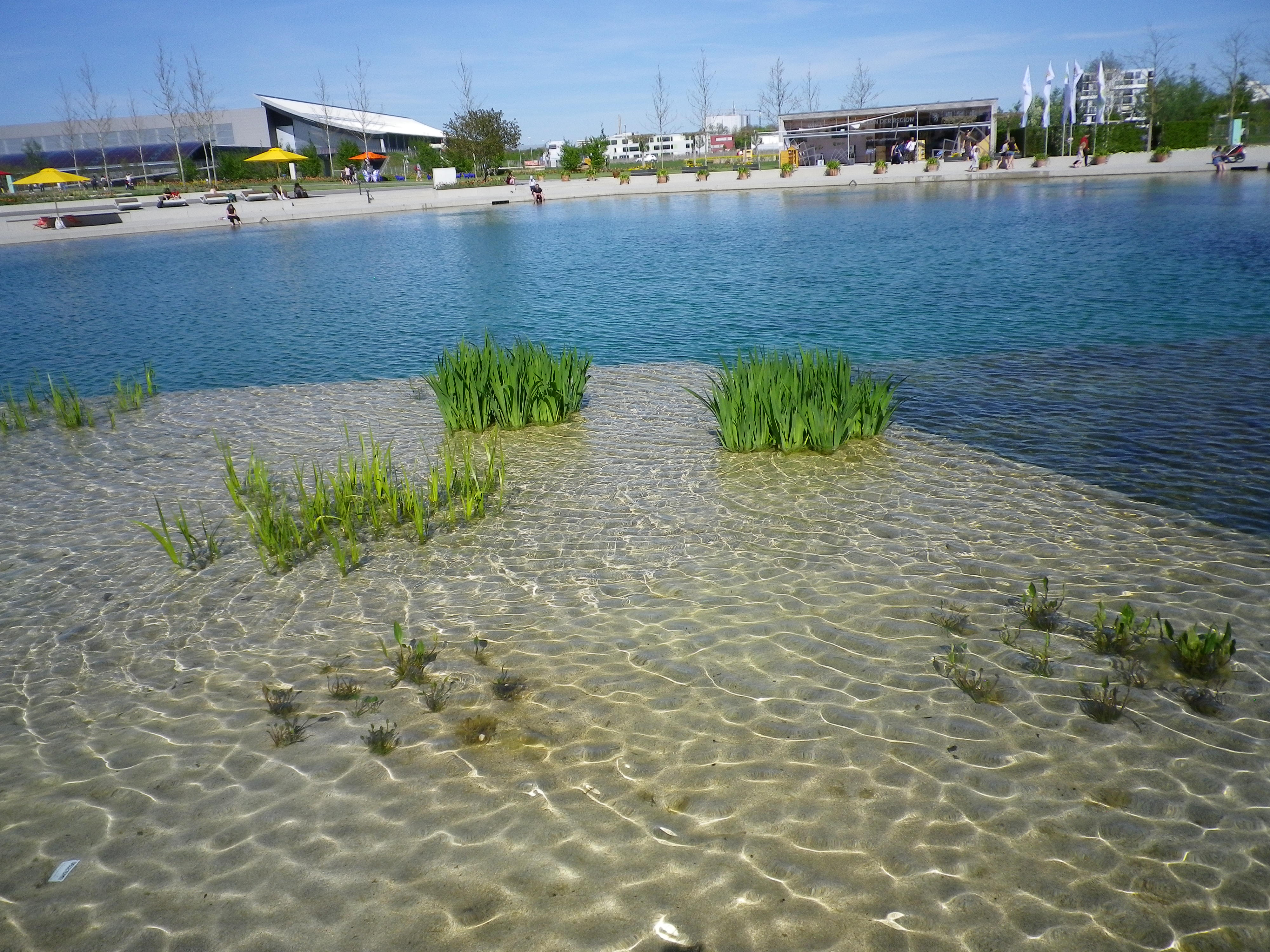
Landschaftssee auf der LGS in Ingolstadt

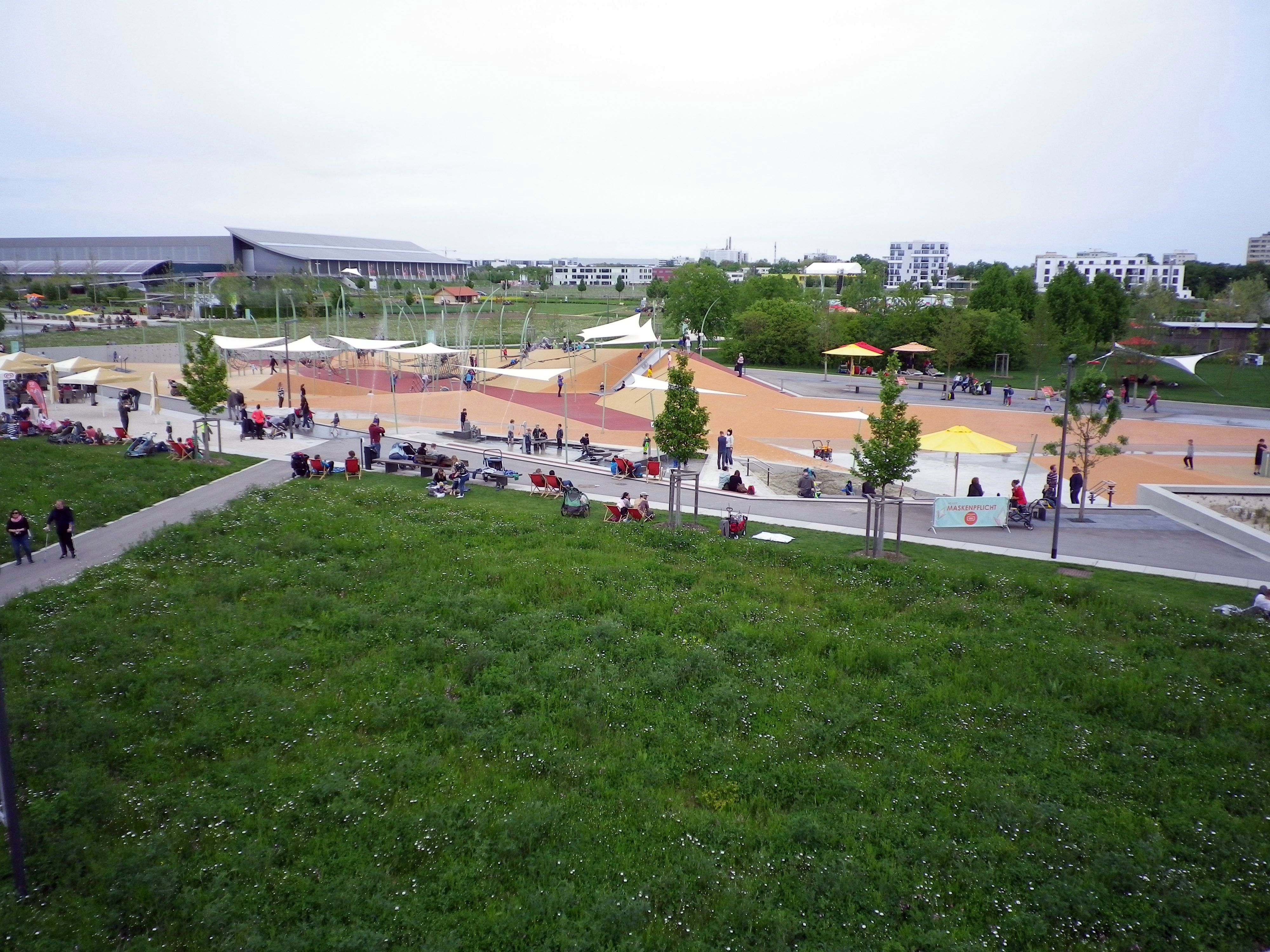
Der Wasserspielplatz auf der LGS

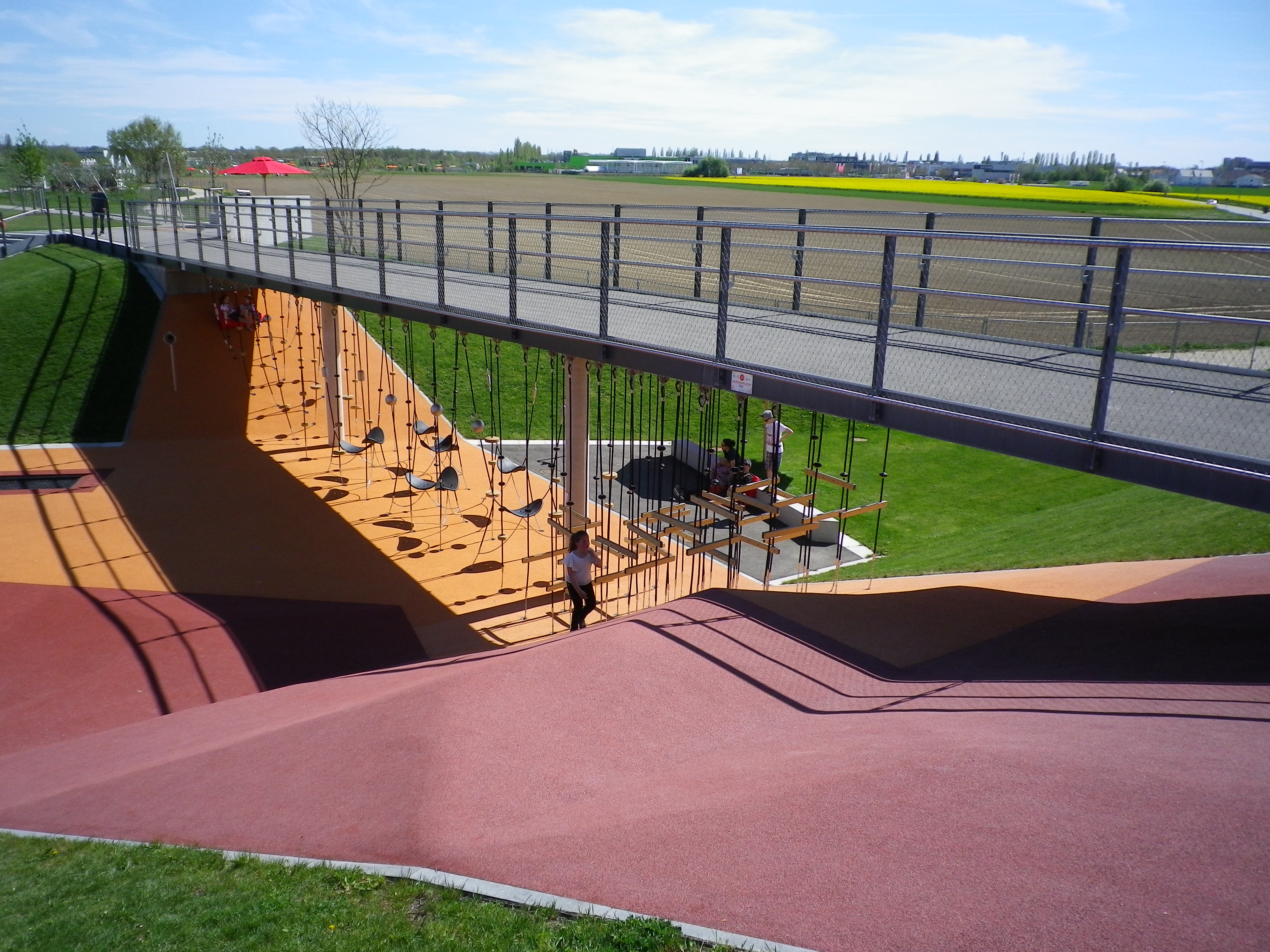
Spielplatz im Norden der LGS

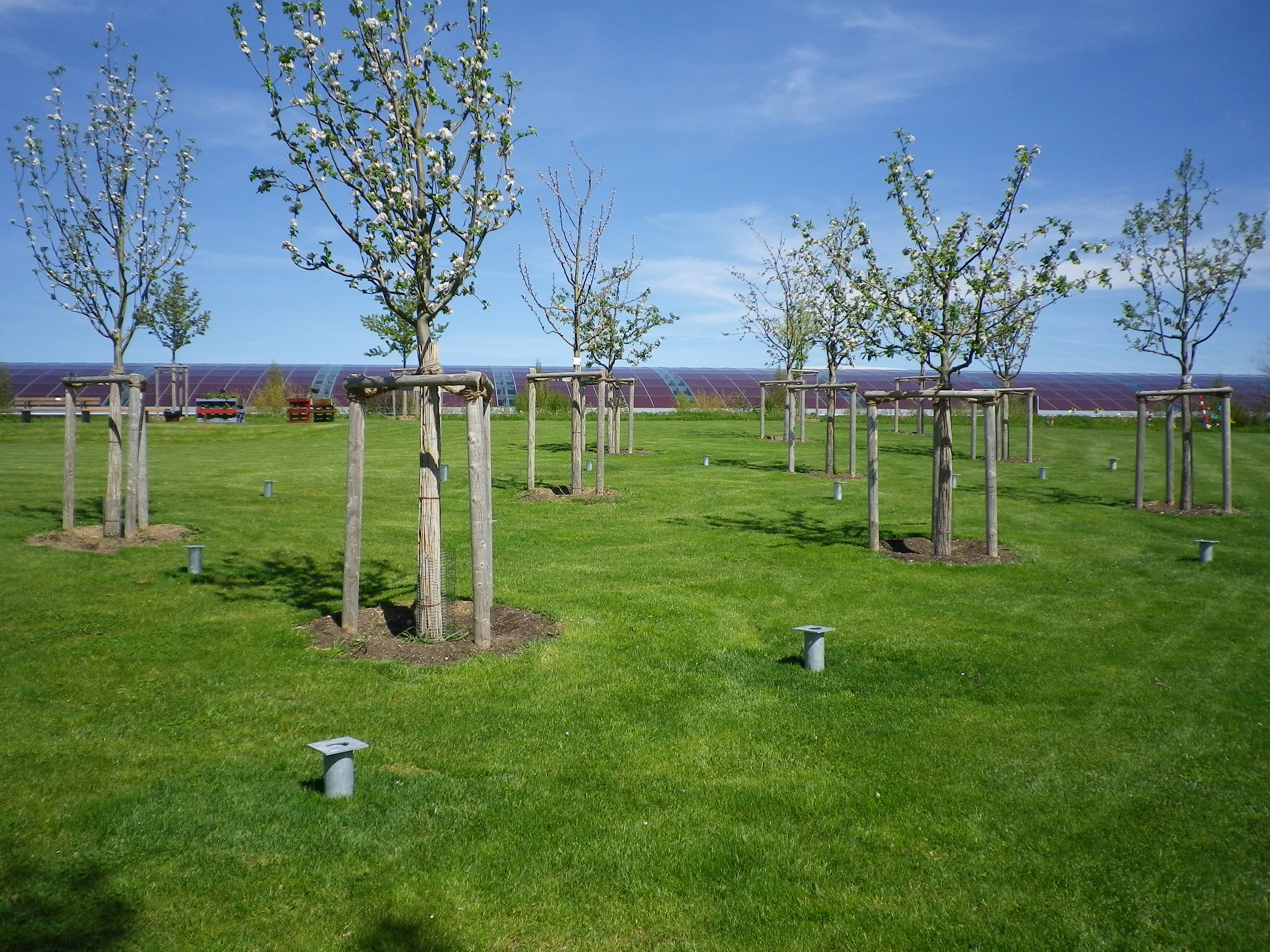
Apfelbaumwiese

Der 150 m lange und 4,30 m breite Piussteg, ein autofreier Steg, führt über die Hans-Stuck-Straße und verbindet das Gartenschaugelände mit dem Piusviertel. An seiner höchsten Stelle ist der Steg 5,50 m hoch und ermöglicht so einen Weitblick über das Gartenschaugelände. Ein Beleuchtungskonzept, das in den Stützenköpfen verbaut ist, illuminiert den Piussteg bei Nacht. Nach dem Ende der Landesgartenschau wird der Piussteg, ebenso wie die rund 6 km Rad- und Fußwege innerhalb des Landesgartenschaugeländes, Teil des derzeit entstehenden Ingolstädter Radschnellwegenetzes.

### Parkterrasse
Das Zentrum des Parks bildet die Parkterrasse. Der Platz bildet das Entrée für die Besucher. Aus östlicher Richtung gelangen diese über den Piussteg, welcher die Hans-Stuck-Straße überspannt und über die Parkterrasse bis hin zum See führt. Ein Beispiel für die kristalline Architektur sind die mit rot-orange-gelblichen Stauden besetzten Pflanzkristalle, die wie Blitze rings um die Parkterrasse ausstrahlen. Nach der Landesgartenschau steht die Parkterrasse den Ingolstädter Bürgern als neuer Treffpunkt zur Verfügung.

### Landschaftssee
Der 6800 m² große Landschaftssee, der ein Fassungsvermögen von 9.000 m3 hat und an der tiefsten Stelle circa 3,30 m misst, war ursprünglich nicht als Badesee konzipiert. Im Jahr 2023 wurden jedoch nach sicherheitstechnischen Baumaßnahmen Teile des Sees zum Baden freigegeben. Gehbehinderte und Rollstuhlfahrer gelangen barrierefrei über eine Rampe parallel zu den Stufen bis zum Wasser.
Im östlichen Bereich des Sees, auf zwei unter Wasser liegenden 700 m² großen Terrassen werden rund 1700 Wasserpflanzen und 300 Schwimmblattpflanzen, wie Seerosen, gepflanzt. Diese sind Teil des vollbiologischen Wasserreinigungssystems, das zukünftig den gesamten See  reinigt.

### Wasserspielplatz
Südlich des Sees liegt der 3000 m² große Wasserspielplatz, der unter anderem aus Fontänen, Pumpen, Wasserkanonen, Trampolinen, Gleitflächen sowie Kletteranlagen mit Netz- und Seilverbindungen besteht. Auch im Herbst und Winter ist die Anlage bei abgestellter Wasserfunktion weiterhin bespielbar.

### Wassergärten
Die Wassergärten bilden ein Erlebnis für alle Sinne. Das Wasser läuft über verschiedene Becken in unterschiedlichen Ebenen und Wasserhöhen. Besucher können Wasserflächen mit Hilfe von Trittsteinen überqueren und zwischen Wasserwänden hindurchgehen. Die Struktur aus Pflanzen, Stein und Wasser bietet zudem einen geeigneten Lebensraum für Libellen und Schmetterlinge.

### Spielhügel
Der Spielhügel ist ein Spielplatz mit integrativen Spielgeräten im Norden des Gartenschaugeländes, auf dem Kinder mit und ohne Handicap gemeinsam spielen können. Der Spielplatz ist durch Spielgeräte wie ein Guckrohr, klingenden Zimbelbäumen oder Trichtertelefonen mit allen Sinnen erfahrbar.

### Apfelbaumwiese
Die Apfelbaumwiese befindet sich direkt am Blütenweg, der den Norden des Geländes mit dem Süden verbindet. Die Apfelbaumwiese ist ein Ort der Entspannung und bietet zahlreichen Tieren und Insekten Nahrung und Lebensraum zu allen Jahreszeiten. Während der Gartenschau gibt es hier eine Bühne für wechselnde Veranstaltungen. Nach Ende der Gartenschau kann die Apfelbaumwiese von den Bürgern weiterhin als Streuobstwiese genutzt werden.

## Programm

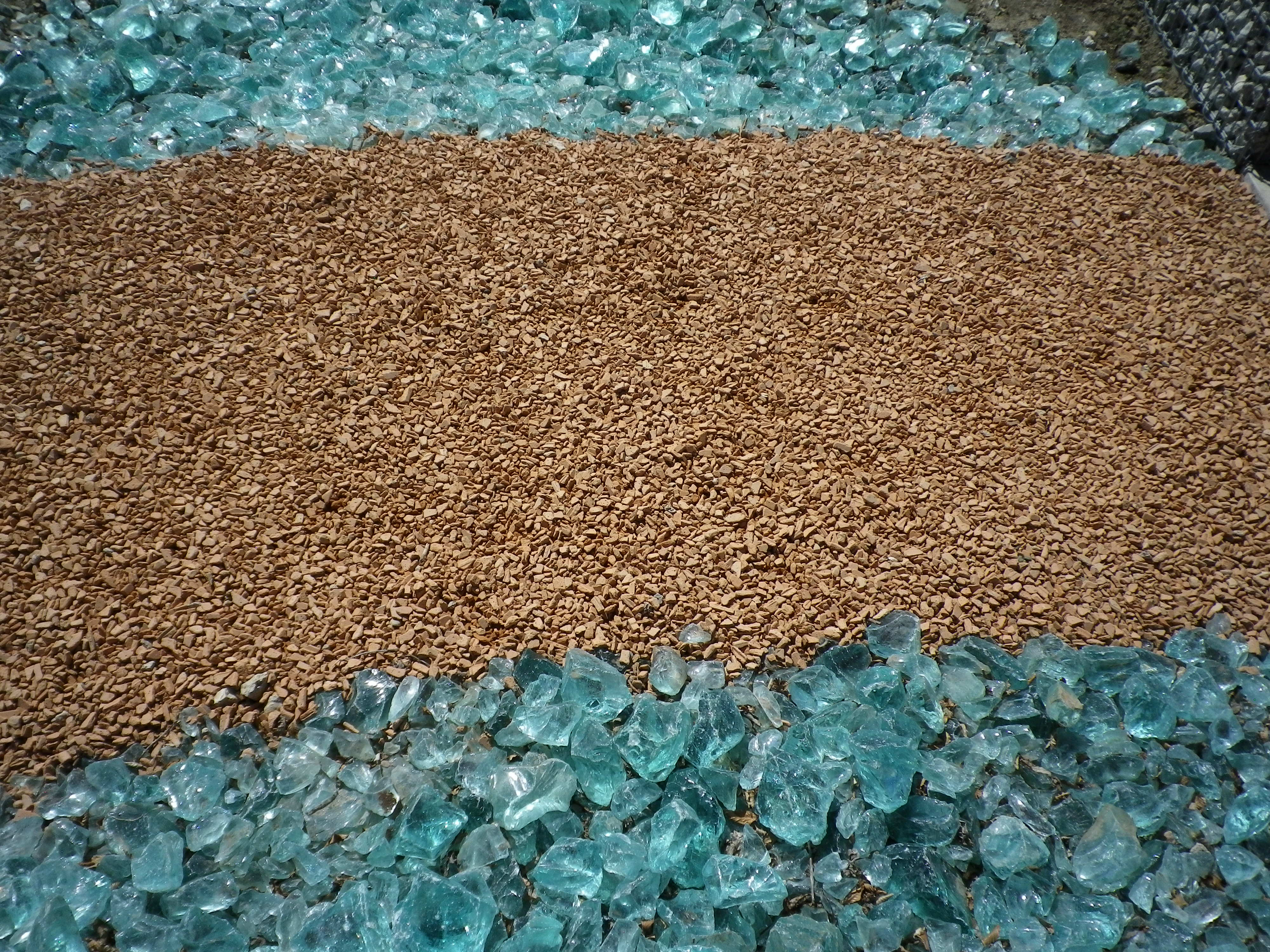
Gartengestaltung aus nachhaltigen Materialien

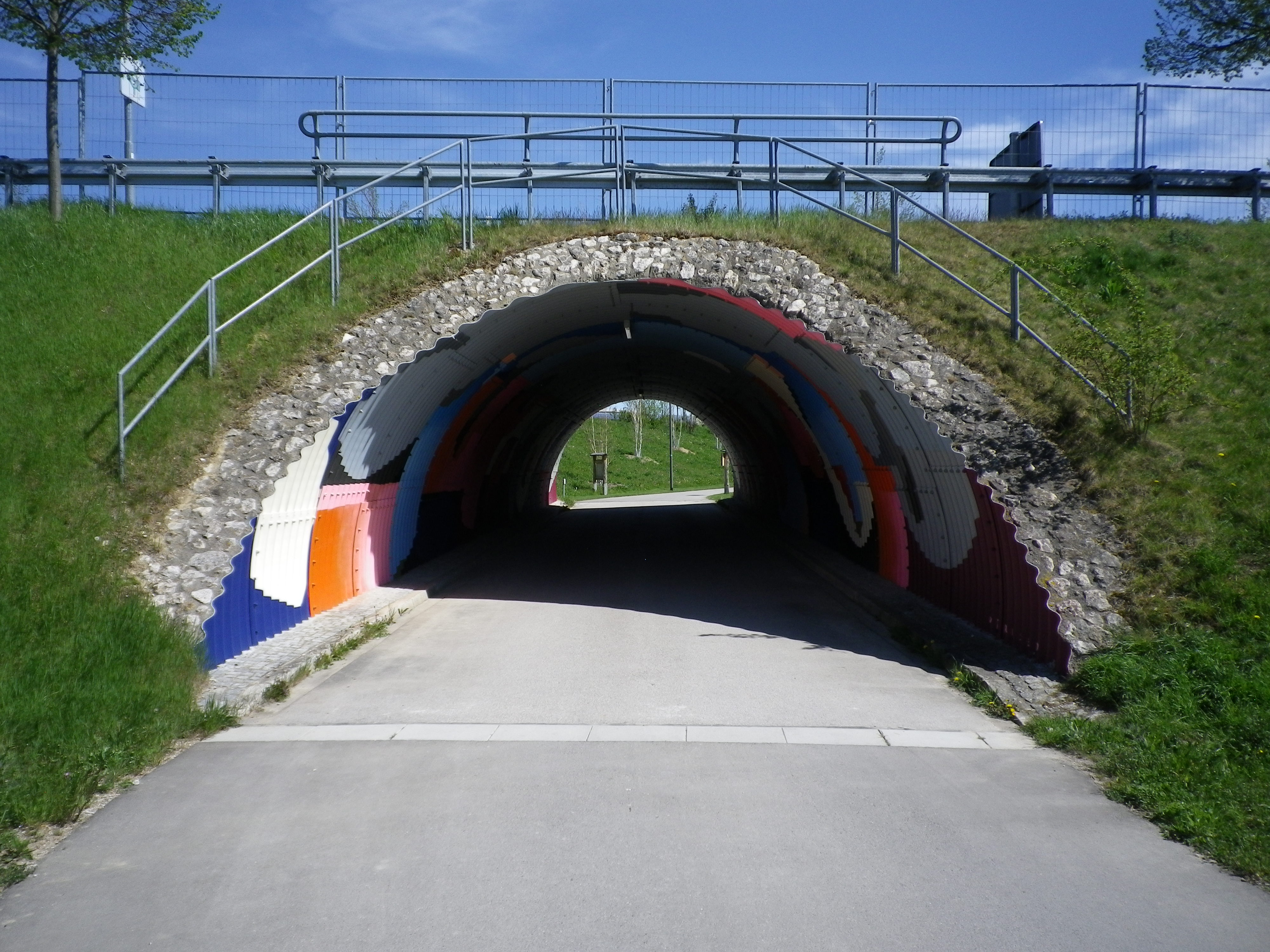
Der Tunnel zur Stadt Futuria

Die Landesgartenschau Ingolstadt soll ein umfangreiches Programm für Jung und Alt. bieten. Viele regionale Musiker und Bands werden Konzerte auf einer der insgesamt drei Bühnen geben.
Das Thema „Nachhaltigkeit“ steht als Kernthema über den Ausstellerbeiträgen der Landesgartenschau. Ein Ausstellungsbeitrag stellt die konventionelle Landwirtschaft vor, der andere zeigt den ökologischen Landbau. Erstmals ist damit das Thema Landwirtschaft in größerem Umfang auf einer Landesgartenschau in Bayern vertreten.
Schau- und Themengärten zeigen Möglichkeiten einer umwelt- und ressourcenschonenden Gartengestaltung auf.
Im Stadtlabor sind Foodtrucks, Verkaufsstände mit nachhaltigen Produkten, kulturelle Veranstaltungen und viele zukunftsweisende Ausstellungsthemen wie Farming mit Robotik oder nachhaltige Stadtentwicklung erlebbar.
Von April bis Oktober 2021 fanden in der Blumenhalle insgesamt 14 Blumenschauen zu unterschiedlichen Themen statt.

## Maskottchen
Das Maskottchen der Landesgartenschau, ein kugelrunder Feldhamster, wurde beim Baustellenfest am 22. September 2019, erstmals vorgestellt.
Die Besucher durften am Baustellenfest Vorschläge für den bislang namenlosen Feldhamster einreichen. Aus den insgesamt 460 Ideen wählte eine Jury vier Namen aus, über die eine Woche lang auf der Facebook-Seite der Landesgartenschau abgestimmt werden konnte. Der eindeutige Gewinner der Abstimmung war der Name Fips.